# Семёновский (Гомельская область)
Семёновский (бел. Сямёнаўскі) — посёлок в Носовичском сельсовете Добрушского района Гомельской области Республики Беларусь.

## География
В 11 км на юг от Добруша и железнодорожной станции в этом городе, в 17 км от Гомеля.

## Транспортная система
Рядом автодорога Тереховка — Гомель. В посёлке 22 жилых дома (2004 год). Планировка состоит из прямолинейной улицы с широтной ориентацией. Застройка двухсторонняя деревянными домами.

## История
Посёлок основан в начале XX века переселенцами с соседних деревень. В 1926 году в Носовичском сельсовете Носовичского района Гомельского округа. В 1930 году жители посёлка вступили в колхоз.
Во время Великой Отечественной войны в сентябре 1943 года оккупанты сожгли весь посёлок и убили 3 жителей.
В 1959 году деревня в составе племзавода «Носовичи» с центром в деревне Носовичи.

## Население

### Численность
- 2004 год — 22 двора, 35 жителей

### Динамика
- 1926 год — 18 дворов, 89 жителей
- 1940 год — 24 двора, 92 жителя
- 1959 год — 140 жителей (согласно переписи)
- 2004 год — 22 двора, 35 жителей